# マスジド・ハラーム

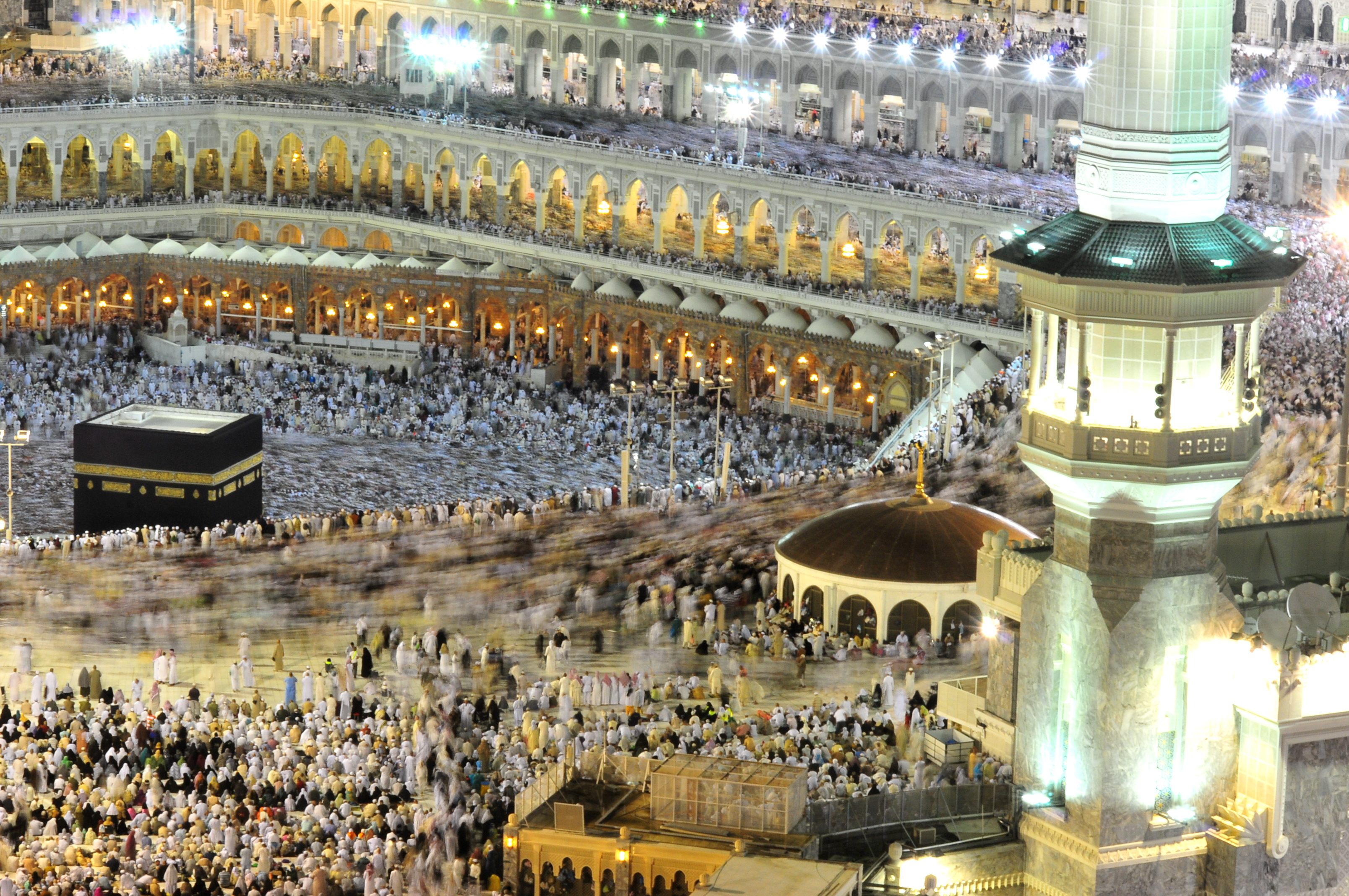
ヒジュラ暦1431年の巡礼月12日（西暦2010年11月19日）の日没に撮影されたマスジド・ハラームの様子。巡礼月12日はハッジの最終日。

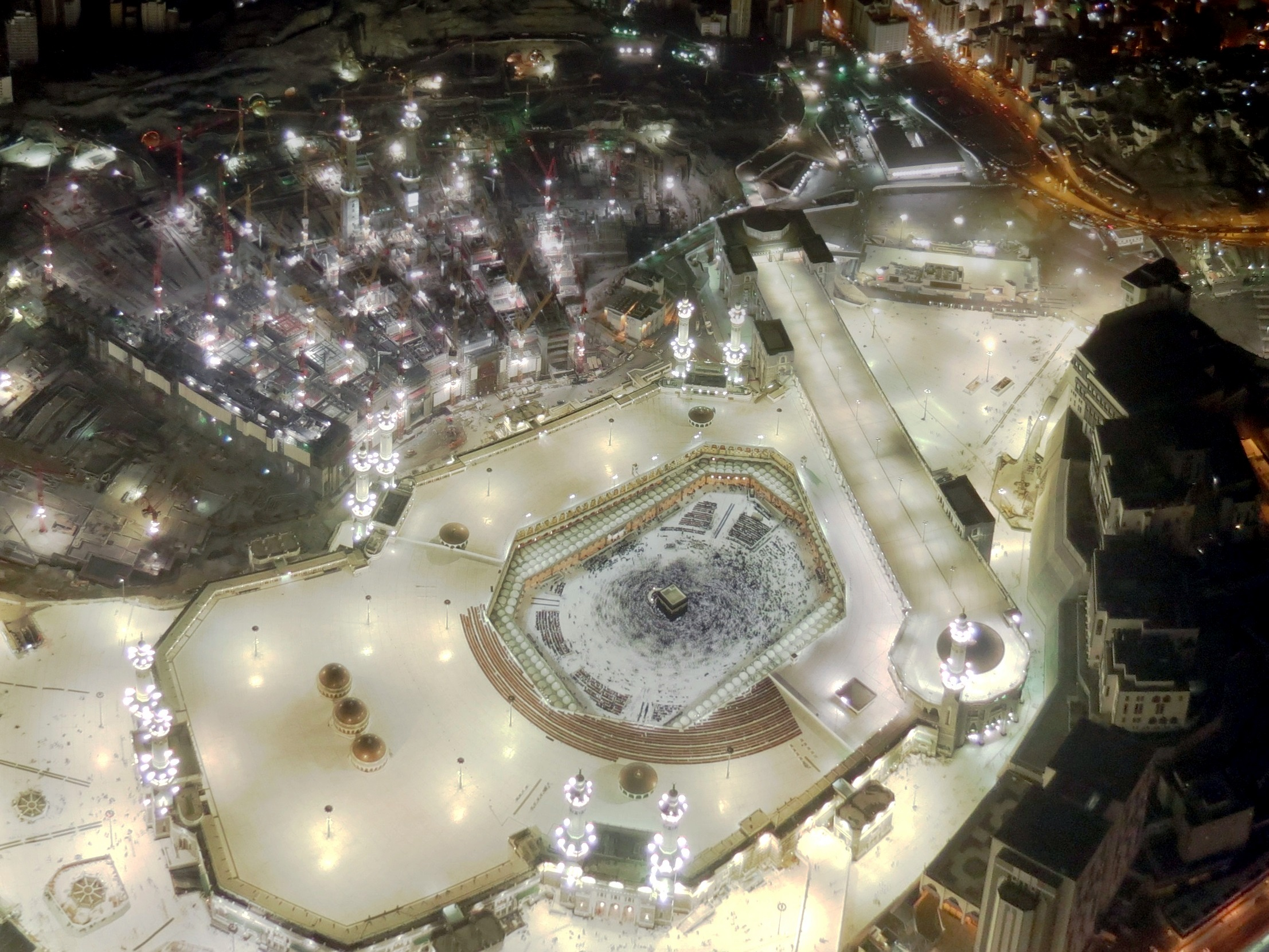
マスジド・ハラームの宗教施設複合（religious complex）全体をモスクの南に立つアブラージュル・ベイトの高層階から見下ろす。2012年撮影。

マスジド・ハラーム（アラビア語: المسجد الحرام, ラテン文字転写: al-Masjid al-Ḥarām）は、メッカにあるカアバ聖殿を取り囲み、包含する形で成立しているモスクである。聖モスクあるいはハラーム・モスクともいう。英語では「メッカの大モスク」（英: the Grand Mosque of Makkah）とも呼ばれる。
マスジド・ハラームは、イスラーム教徒がなすべき五行のうち、礼拝（サラー）と巡礼（ハッジ）の二行において特別な存在である。日々の礼拝はカアバの方向（キブラ）を向いて行われているが、マスジド・ハラームはカアバを取り囲んで成立しているためキブラがなく、キブラを示すモスクのくぼみ（ミフラーブ）もない。また、一生のうち少なくとも一度は敢行するべきとされる巡礼の際、信徒はマスジド・ハラームの中庭にあるカアバを周回しながら礼拝する。
マスジド・ハラームの中には、カアバ聖殿の他にも、「黒石」「ザムザム」「アブラハムの御立ち処」「サファーとマルワ」といった信仰上重要なものが含まれている。マスジド・ハラームのそばには近年、アブラージュル・ベイトという巨大な（世界で四番目の高さ）ビルが建ったが、建設の際は初期イスラーム時代の遺跡が破壊されたため、サウジアラビア政府の行為には批判もある。

## 聖所としてのマスジド・ハラーム
現代にまで伝世している前イスラーム時代のイエメンの詩人の詩に、「マスジド・ハラームの主、アッラーの名において」という一節がある。この詩の中の「マスジド・ハラーム」は、イスラーム時代以後のメッカの「マスジド・ハラーム」と同一であり、前イスラーム時代においてもマスジド・ハラームは聖所であったと考えられている。当時、中部アラビア、ヒジャーズ、ナジュド地方には、マスジド・ハラームのような聖所（ḥimā）が点在しており、アラブの各部族はそれぞれの崇拝する神々の祭儀をそこで行っていた:26-27。聖所の御神体は聖石、聖木、聖泉が主なものであった:26-27。メッカの聖所の聖石は壁に塗り込められた黒い石（al-ḥajar al-aswad）であり:26-27、そのそばにあるザムザム（Zamzam）という名の井戸も祭司がいて何らかの祭儀が行われていた聖泉だったようである。アラビア語で「立方体」を意味するカアバ（al-Kaʿba）も元来は黒石の覆いにすぎなかった:119。
預言者ムハンマドの出身部族であるクライシュ族は、南アラブの部族による襲撃からカアバを守護した人物を始祖とする。この人物の時代のマスジド・ハラームの周辺はおそらく無人であったが、そこから6代ほど下ってマスジド・ハラームの管理者がフザーア部族からクライシュ族に交代すると、クライシュ族の部族民が聖所の周りに住み着き始めた。クライシュ族が管理権を手に入れ、巡礼ネットワークを支配した聖所は、ほかにもミナーやナフラ谷（ウッザー女神のための聖所があった）などがあったが、マスジド・ハラームが最も重要であった。
聖典『クルアーン』においては第2メッカ期以後の啓示に比較的頻繁にマスジド・ハラームへの言及があることが指摘されている。第2章217節ではマスジド・ハラームに多神教徒が立ち入るべきではないこと、第2章149節では礼拝がマスジド・ハラームを向いて行われるべきであることが示されている。預言者ムハンマドによるマスジド・ハラームへの言及も伝承集に多く収録されている。例えば、ブハーリーに収録されている有名なハディースでは、マスジド・ハラームが地上最古のマスジドであり、マスジド・アクサーが2番目、その間に40年の開きがあると預言者ムハンマドが述べたと伝えられている。

## 巡礼
マスジド・ハラームは、ハッジ（大巡礼）とウムラ（小巡礼）において重要な役割を果たす。ハッジはヒジュラ暦における巡礼月に行うメッカ巡礼で、健康なムスリム・ムスリマならば、一生に一度は実行するべきものとして信仰の五柱の一つに挙げられている（スンナ派の場合）。2015年のサウジ政府の統計では最近は毎年500万人以上がハッジに参加している。
ハッジにおける儀式は7世紀の預言者ムハンマドがその一生のうちになした信仰実践、特に「別離の巡礼」に由来するが、ムスリムには7世紀から数千年遡った預言者イブラーヒーム（アブラハム）の事跡に由来すると考えられている。例えば、7世紀アラブの伝承ではイブラーヒームの妻ハジャル（ハガル）がイスマーイール（イシュマエル）のために水を探してサファーとマルワの間をぐるぐる回ったとされており、ムハンマドも別離の巡礼でこの故事に由来する行動をした、と伝えられている。現代のムスリムもムハンマドを模倣してサファーとマルワの間に設けられた通路を巡回する。

## 象徴的構造物

### カアバ
アラビア語で「カアバ」とは「立方体」を意味する一般名詞である。マスジド・ハラームの中心には、定冠詞が付いた「立方体」（al-Ka'bah, اَلْـكَـعْـبَـة, アル＝カアバ）と呼ばれる聖殿がある（以下「カアバ」と呼ぶ）。『イスラーム百科事典』によると、カアバはイスラーム教におけるもっとも神聖なものの一つである。全世界のムスリムは、信仰の五柱の一つ、礼拝（サラート）を実践する際、カアバの方向を向いて行うべき、とされている。このカアバの方向をキブラと言う。
ハッジやウムラの際、巡礼者はカアバの周りを反時計回りに7回、まわることとされており、この儀式を「タワーフ」（Ṭawāf, طَـوَاف）という

### 黒石
アラビア語で「黒い石」を意味するハジャルル・アスワド（アラビア語: اَلْـحَـجَـر الْأَسْـوَد, al-Ḥajar al-Aswad）と呼ばれる神聖な石がカアバ聖殿の東角に据えられている。預言者ムハンマドの召命があった年の5年前（西暦605年）、ムハンマドが黒石をカアバの壁に埋め込んだとされている。このときは無傷の状態であったが、後に割れて（割れた理由は諸説ある）、銀枠の中に納められた状態になって現代に至る。
ハディースに伝えられる預言者の所作を模倣して、多数の巡礼者が黒石に接吻しようと試みるが巡礼者の数が多すぎるため不可能である。接吻の代わりにタワーフの際に黒石を指差すことでよいとされている。

### イブラーヒームの御立ち処

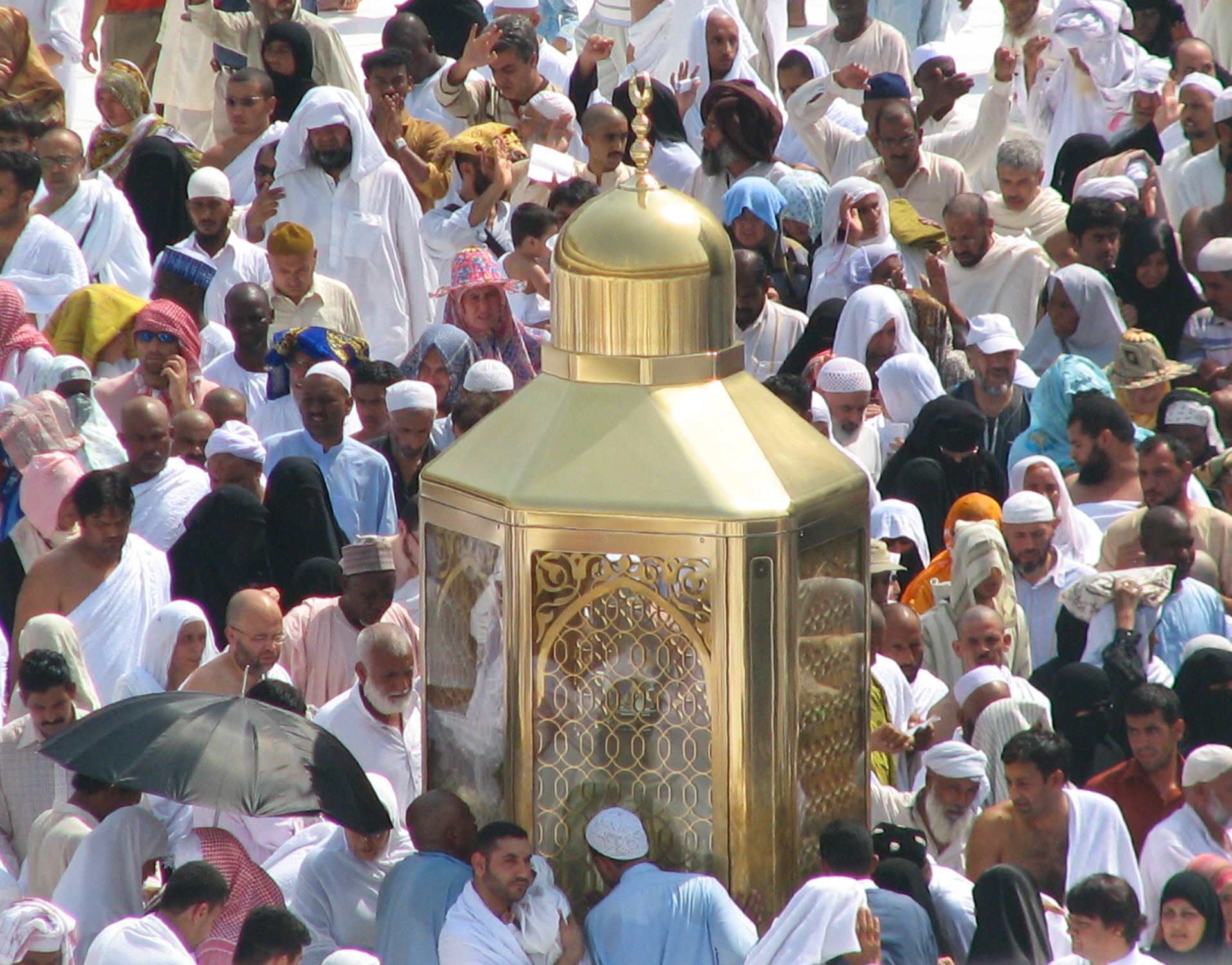
イブラーヒームの御立ち処を納めるガラスケース

アラビア語で「イブラーヒーム（アブラハム）の御立ち処」を意味するマカーム・イブラーヒーム（アラビア語: مَـقَـام إِبْـرَاهِـيْـم, Maqâm Ibrâhîm）、カアバ聖殿のすぐ隣にある石である。預言者イブラーヒームの足跡が刻印されているとされ、預言者ムハンマドは礼拝の際、タワーフのたびにこの石の後ろからカアバのほうに向かって礼拝したとされている。この石にイブラーヒームの足跡が残った奇跡に関する言い伝えは複数ある。一説によれば、イブラーヒームがカアバを建てているとき、カアバの壁が高くなったのでこの石の上に立ったところ、彼が壁石を積みやすい高さまで石が伸び、イスマーイールが壁石を父に手渡すときはイスマーイールの手が届く高さにまで縮むという奇跡が起きたという。他の言い伝えによれば、イスマーイールの妻がイブラーヒームの頭を洗ったときに、あるいは、イブラーヒームが人々にメッカへの巡礼をするように呼びかけるため、この石の上に立ったときに、イブラーヒームの足跡が石に残ったという。

### サファーとマルワ
サファー（アラビア語: ٱلـصَّـفَـا, Aṣ-Ṣafā）とマルワ（ٱلْـمَـرْوَة, Al-Marwah）は、カアバ聖殿の近くにある二つの丘の名前であるが、21世紀現在はマスジド・ハラームの宗教建築複合の内部に取り込まれている。サファーの丘はカアバから800メートルほど離れた場所に位置し、マルワの丘は同じくカアバから約100メートルの位置にある。二つの丘の間の距離は約450メートルである。
ムスリムの間で信じられている神話的物語体系においては、イブラーヒームの妻、ハガルが、この二つの丘の間を、幼いイスマーイールのために水を探して走っていたところ、神（アッラー）がハガルのために泉を湧き出させた、という。この泉こそがザムザムの泉（井戸）とされている。巡礼中のムスリムは、この伝説に倣ってサファーとマルワの間を7回、行ったり来たりする。この行きつ戻りつの歩行儀式をサイー（アラビア語: سَـعِى, saʿy）という。

### ザムザムの井戸
ザムザムの井戸は、カアバの東、約20メートルのところに位置する。上記神話体系においては、幼いイスマーイールが渇きを訴えてずっと泣いていたところ、出現したものとされる。長年、巡礼に飲み水を提供しても絶えることがなく、巡礼はこの泉の水を故郷への土産とするのが通例である。

## 歴史

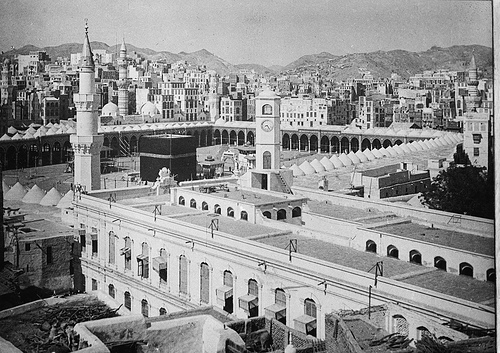
1910年のメッカ

マスジド・ハラームは、エリトリアにあったマスジド・サハーバ、マディーナに今もあるマスジド・クバーと並んで、イスラーム教の歴史の中で最も古い礼拝所である。

### アブラハムとイシュマエルの時代
『クルアーン』2:127 には、イブラーヒームとその息子、イスマーイールが家の基礎を建てたとあり、ほとんどのクルアーン注釈者がこれをカアバのこととみなしている。アッラーはイブラーヒームに、ザムザムの泉のすぐそばの場所をはっきりと示し、そこにイブラーヒームとイスマーイールはカアバ聖殿を建てはじめた。紀元前2130年ごろのこととされる。二人が聖殿を立て終わると、天使が黒石を持ってきた。伝説によると、これは天国から落ちてきた石であり、アブー・クバイス（Abu Qubays）の丘付近にあったとされる。また、落下直後は乳よりも白かったが、アーダムの子孫（つまり、人間）の罪のせいで黒くなったとされる。イブラーヒームがカアバの東角に黒石を据えると、彼はアッラーからの預言を受け取った。預言の内容は、年老いたイブラーヒームに今すぐここを出立し、全人類にカアバへの巡礼を説いて回れという命令だった。

### ムハンマドの時代
630年にムスリム共同体軍がメッカの部族連合軍を破る。メッカ帰還を果たした預言者ムハンマドは、女婿のアリーとともにカアバ聖殿の中やその周りに置かれていた数々の偶像を破壊した。この行為は、ムハンマドに下された啓示によれば、預言者イブラーヒームが故郷で行った行為をそっくりなぞるものであった。このようにしてカアバが多神教徒によって濫用される時代が終わり、一神教徒による支配が再開した、とされる。

### ウマイヤ朝の時代
692年にウマイヤ朝のアブドゥルマリク・ブン・マルワーンがカアバ周辺の整備を命じた。アブドゥルマリクの改修以前の状態は、カアバを中心にした外壁が築かれ、その内側の比較的小規模な屋外空間全体がモスクであった。また、カアバの天井には装飾が付け加えられていた。その後8世紀末までに、ワリード1世の命による改修で、古い木製の柱が大理石になり、礼拝室が左右に広がった。また、ミナレットが付設された。

### オスマン朝時代

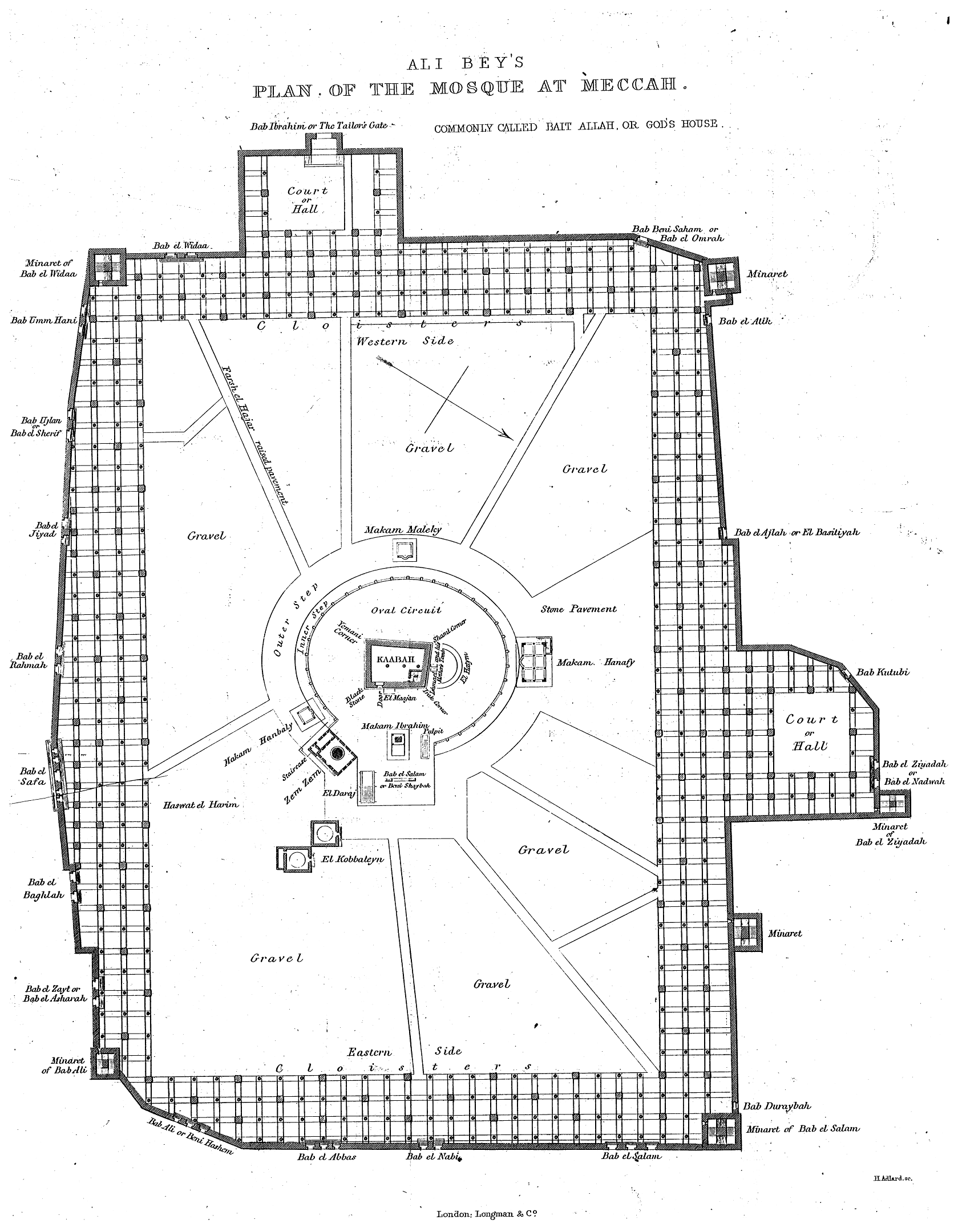
1857年当時のマスジド・ハラームの平面プラン

1570年にオスマン朝のスルタン・セリム2世が建築家スィナンを指名して、マスジド・ハラームの改修にあたらせた。このときの改修により、平らな屋根がアラビア文字によるカリグラフィーで装飾された複数のドームに換わり、新しく支柱も設置された。この改修後の建築の一部は、2018年現在でも残っている。
1621年から1629年の間、豪雨と洪水が繰り返し発生し、カアバの壁とマスジド・ハラームが大きく損傷した。スルタン・ムラト4世代の1629年にマスジド・ハラームの修復が行われた。このときの修復で、新たな柱列廊が建てられ、ミナレットが3基増えた（合計7つになった）。床の大理石タイルも敷きなおされた。マスジド・ハラームはこの状態のまま、300年間、維持される。

### サウード朝の時代

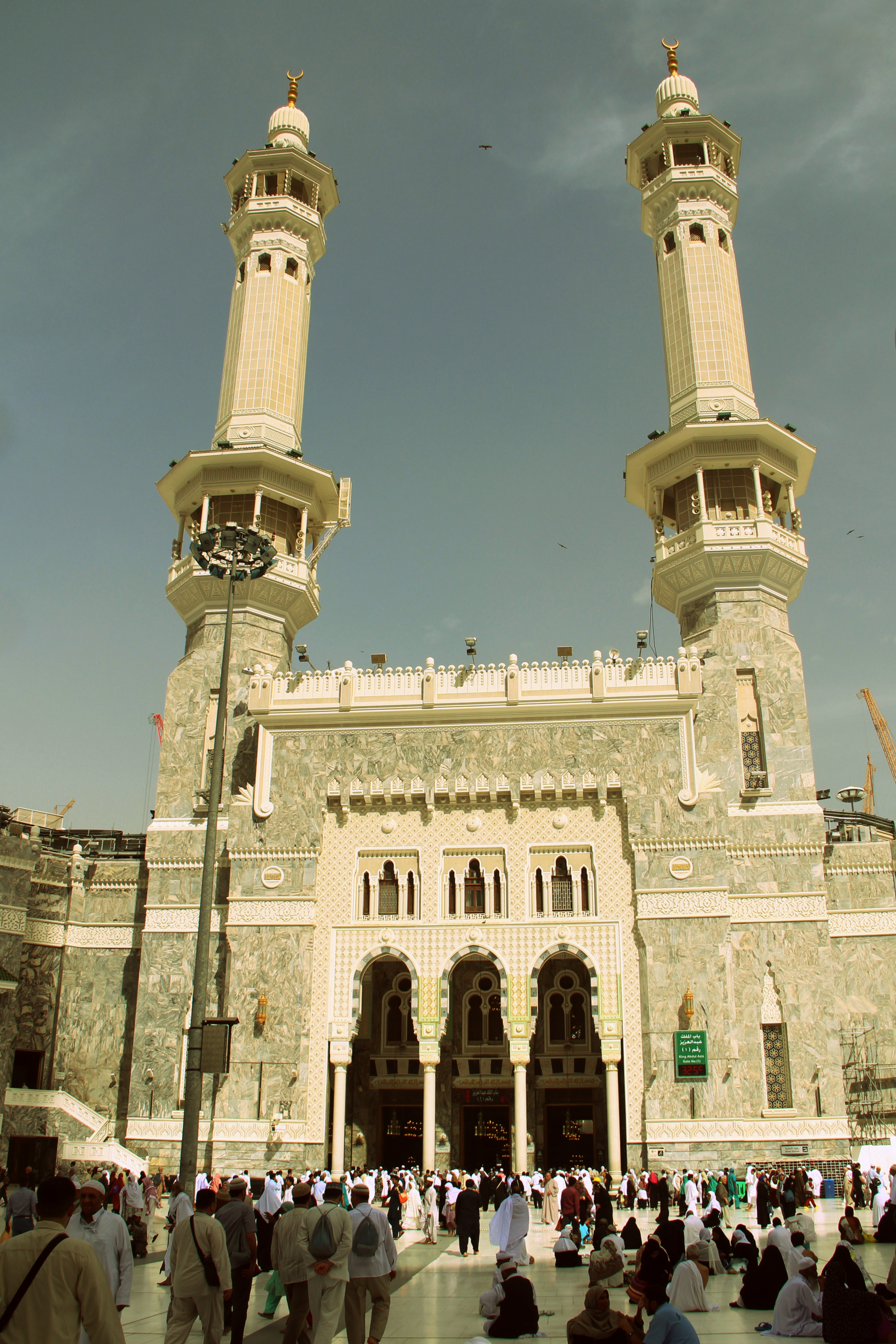
西南部の門

サウード朝における最初の大改修は、1955年から1973年までの間に行われた。このときの改修でミナレットがさらに4基増設され、屋根も葺きかえられた。床も人工石と大理石で新しくされ、サファーとマルワの間のマスアー廊が屋根つきの通路によってマスジド・ハラームに接続し、施設の一部になった。このときの改修でオスマン朝時代の建築の多く（特に支柱）が破壊された。
1979年11月20日、サウード朝の打倒を叫ぶ過激派による占拠事件がマスジド・ハラームで発生した。過激派は人質を取り、鎮圧の際には数百人の死者が出た。暴力がかたく禁じられているモスクの中で起きた事件に、イスラーム世界は衝撃を受けた（アル＝ハラム・モスク占拠事件参照）。
1982年から1988年の間に、ファハド・ビン・アブドゥルアズィーズ・アール・サウードのもとで行われた二度目の改修事業においては、礼拝大広間用の建物が一つ増え、さらに屋外の礼拝スペースも拡大した。
1988年から2005年までの拡張工事は、サウード朝における3回目の改修である。ミナレットがさらに増設され、サウード家の人物が住む高層ビルがマスジド・ハラームを見渡せる位置に建てられ、礼拝者用のエリアもさらに広がった。アラファ山、ミナー、ムズダリファの礼拝者受け入れ施設の拡充も同時に行われた。3回目の改修でマスジド・ハラームは、3つのドームを有する門を18以上、500本近い大理石の柱を有することになった。そのほか、床暖房、エアーコンディショニング、エスカレーター、下水道施設を備えるようになった。
アブドゥッラー・ビン・アブドゥルアズィーズ・アール・サウードは、2007年からマスジド・ハラームの拡張プロジェクトを開始した。サウード朝下における4回目の改修にあたり、2020年まで続くプロジェクトになる。計画では200万人の巡礼者に対応できるキャパシティを備えるものとされた。2016年の試算では、総工費は1千億ドル(約10兆円)に上り、アブラージュ・アル・ベイト・タワーズを超えて建設費世界最高額の建物となる。
プロジェクトの遂行はビン・ラーディン・グループに任されている。2015年9月11日にはモスクの建物にクレーンが倒れ、111人が死亡、394人が負傷した
。